# Драгойна
Драго̀йна е планински рид в крайните северозападни части на Източните Родопи, на територията на Област Пловдив.
Ридът има форма на изпъкнала на северозапад дъга с дължина около 16 – 17 км и ширина до 5 км. Простира се между долината на река Каялийка (десен приток на Марица) на запад и север и долината на Банска река (седен приток на Марица) на югоизток, която го отделя от рида Мечковец. На юг достига до седловината Китката (735 м), която го свързва с Переликско-Преспанския дял на Западните Родопи.
Ридът представлява част от старотерциерен вулканичен купол. Билото му е неравно, с изолирани хълмисти върхове, най-висок от които е Голяма Драгойна (813,4 м), разположен на около 1,5 км северно от село Буково (старо име Пилашево). Изграден е от вулканични скали – андезити и латити. Климатът е умереноконтинентален със средиземноморско влияние. Средната годишна температура е 12,8 °C, а годишната сума на валежите е около 600 mm. Почвената покривка е тънка, силно ерозирана. Има редки широколистни гори и храсти представени от бук, бряст, дъб, габър, клен, ясен, дрян и леска. От животинския свят се срещат дива свиня, лисица, заек, пор.
В полите и склоновете на рида са разположени 6 села: Брягово, Буково, Воден, Драгойново, Езерово и Искра.
В рида са изградени две хижи: „Ангел войвода“ и „Брягово“.

## Топографска карта
- Лист от карта K-35-75. Мащаб: 1 : 100 000.